# Sportello automatico

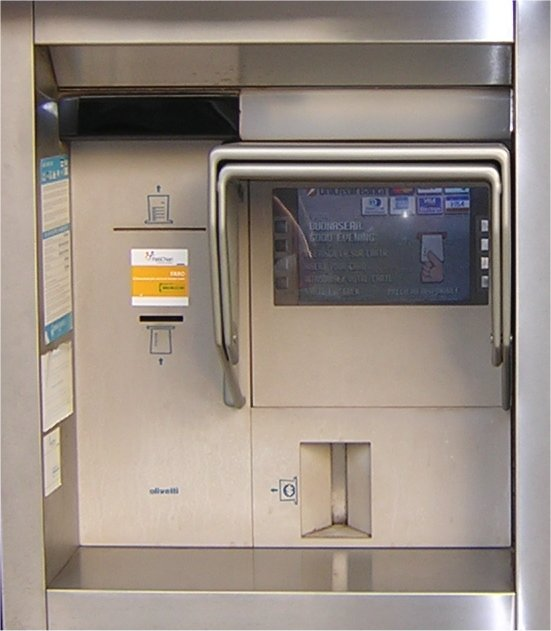
Uno sportello automatico prodotto dalla Olivetti.

Lo sportello automatico, o cassa bancaria automatica e anche sportello automatico di banca, è il sistema per il prelievo automatico di  denaro contante dal proprio conto corrente bancario o postale attraverso l'uso di una carta di debito nei distributori collegati in rete telematica, anche fuori dagli orari di lavoro degli istituti di credito e in località diverse dalla sede della banca presso cui si intrattiene il rapporto di conto corrente. Lo sportello automatico viene anche indicato con la sigla inglese ATM (in inglese automated teller machine).
In Italia vengono sistematicamente, ma impropriamente, chiamati bancomat per sineddoche dal nome del primo e più grande circuito di prelievo che usa gli sportelli automatici. Bancomat è infatti un marchio registrato di proprietà del Consorzio Bancomat ed è la denominazione commerciale che identifica uno dei circuiti di debito nazionale per il prelievo di denaro contante da sportello automatico nonché il più conosciuto; altro circuito domestico è il Postamat di Poste Italiane. Inoltre i circuiti italiani sono legati a quelli internazionali come Cirrus-Maestro e V Pay.

## Storia
Il primo sportello automatico fu sviluppato dalla società inglese De La Rue e installato a Enfield il 27 giugno 1967 presso la banca Barclays. Seguirono poi la Banca Popolare di Vicenza e la Banca nazionale dell'Agricoltura che furono la prime banche italiane a installare il "Remote Teller" della società Burroughs. Tuttavia l'invenzione vera e propria è oggetto di controversie addirittura fra tre inventori:
- John Sheperd-Barron, impiegato nella stessa De La Rue e che fu insignito nel 2005 del titolo di OBE (Officer of the Order of the British Empire);
- Luther George Simjian che registrò nel 1930 a New York un brevetto;
- Donald Wetzel e altri due ingegneri che registrarono un brevetto il 4 giugno 1973.

Il modello inaugurato nel 1967 accettava soltanto voucher monouso, che venivano trattenuti dalla macchina. Per rendere più difficili i furti, l'apparecchiatura funzionava con diversi principi, tra cui radiazioni e magnetismo a bassa coercitività che veniva rimosso dal voucher in fase di lettura.
Nel 1965 venne sviluppata l'idea del codice numerico di sicurezza (PIN) elaborata dall'ingegnere inglese James Goodfellow, anch'egli titolare di alcuni brevetti in materia.

## Descrizione
In estrema sintesi uno sportello automatico (ATM) è suddiviso in 2 parti:
- struttura di erogazione;
- struttura di elaborazione.

La struttura (elettromeccanica) di erogazione è quella che presiede al prelievo e consegna del denaro (oppure alla distribuzione/ricezione di documenti). A parte essere eventualmente alloggiato in un vano interno apposito (ad accesso controllato) di un edificio o di una cabina, la struttura elettromeccanica ha anche l'importante funzione di protezione a tentativi di scasso specie quando l'ATM si affaccia direttamente all'esterno, senza altre protezioni/ostacoli.
La struttura (informatica) di elaborazione è costituita da un computer industriale (o un monitor touchscreen e tastiere specifiche ma collegate ad un normale PC desktop) sul quale è installato un comune sistema operativo. Sopra il sistema operativo gira l'applicazione ATM vera e propria: in pratica il programma informatico che interagisce con l'utente e con la rete della banca e che governa l'apparecchiatura.

### Funzionamento
Il sistema sfrutta per l'identificazione del richiedente una tessera plastificata (badge) corredata di una banda magnetica e (solo in quelle più moderne) di un microchip, che il cliente inserisce in un apposito lettore.
La tessera viene attivata digitando sulla tastiera del distributore un codice numerico di sicurezza (PIN), che deve essere mantenuto segreto dal possessore; questo viene criptato e se la stringa criptata corrisponde a quella memorizzata o ricalcolata sul calcolatore centrale l'operazione può essere eseguita; diversamente, al terzo tentativo sbagliato la tessera viene catturata dal distributore e il servizio viene cautelativamente sospeso.
Con il servizio è inoltre possibile usufruire di altre operazioni connesse, come il pagamento di bollette, il versamento di contanti e assegni, la lettura del saldo, la stampa degli estratti conto o della lista dei movimenti e ricariche di telefoni cellulari; si possono inoltre effettuare pagamenti negli esercizi commerciali provvisti di POS.
Il servizio, con la relativa tessera, è fornito dalla maggior parte degli istituti bancari e ha costi e modalità di funzionamento variabili a seconda delle condizioni stabilite tra la banca e il cliente. I distributori possono appartenere anche a una banca diversa da quella presso cui il cliente ha il conto. Nella maggior parte dei Paesi Europei, la tessera è fornita gratuitamente e i prelievi effettuati presso qualsiasi banca sono anche gratuiti.

## Attacchi
Una modalità di attacco è l'installazione abusiva nella parte frontale dello sportello di dispositivi (skimmer) atti a registrare o teletrasmettere i codici contenuti nella banda magnetica delle carte inserite e quelli digitati dall'utilizzatore (mini telecamera). La disponibilità di questi due elementi consente di ricostruire (clonare) una scheda magnetica contraffatta ma pienamente funzionante, con la quale è possibile effettuare prelievi e altre operazioni sino a che l'utente o il sistema antifrodi dell'istituto bancario non provvedano alla sua disabilitazione.
Un suggerimento che spesso viene fornito è quello di celare all'atto della composizione il PIN digitato (ad esempio utilizzando la mano libera o un foglio di carta o il portafoglio o altro).
Un'altra modalità di attacco è l'applicazione di oggetti che impediscono l'uscita dei soldi oppure della carta, che vengono successivamente presi dal ladro. Si consiglia prima dell'uso di controllare che non ci siano oggetti insoliti sullo sportello; e nel caso che non escano i soldi o la carta, di non allontanarsi, di telefonare alla banca e alle forze dell'ordine dal posto, e di rifiutare l'aiuto di estranei.
Le modalità di attacco sono diventate sempre più all'avanguardia e ben nascoste, come i dispositivi contactless installati abusivamente nella parte frontale dello sportello automatico. Riescono a prelevare somme al malcapitato con carta di credito o debito contactless attiva e senza opportune misure di sicurezza, fino ad una soglia massima che non desti sospetti o verifiche. Spesso questi dispositivi fraudolenti vengono utilizzati insieme a lettori skimmer overlay e dispositivi di cash trapping presso sportelli bancomat indipendenti situati in aree appartate o scarsamente illuminate, come zone periferiche o poco affollate, maggiormente nei fine settimana quando le filiali sono chiuse.

### Ottimizzazione della liquidità
Un modello semplice e diffuso per calcolare la quantità di contante necessaria per un ATM, è quello utilizzato per una politica di gestione delle scorte.
{\displaystyle SC=GM+SS=GM+k\cdot \sigma }
dove:
- {\displaystyle SC}: deposito (scorta) settimanale di contante necessaria a soddisfare le richieste di prelievo;
- {\displaystyle GM}: giacenza media settimanale di contante, rilevata giornalmente nel periodo di campionamento;
- {\displaystyle k}: variabile distribuita come una normale standard di media 0 e varianza pari a 1, funzione del livello di servizio fissato dal progettista. Vale che {\displaystyle k}~{\displaystyle N(0,1)}, e che {\displaystyle k=k(LS)} con {\displaystyle LS=[\%]} a scelta;
- {\displaystyle \sigma }: deviazione standard dei prelievi settimanali di contante, misurata nel periodo di riferimento;
- {\displaystyle SS}: scorta di sicurezza. La scorta di sicurezza serve a coprire i picchi della domanda, le richieste di prelievi al di sopra della media settimanale.

Il livello di servizio è l'unica variabile sulla quale si può agire. Un livello di servizio alto equivale a dimensionare sul picco della domanda, anziché sul valore medio dei prelievi, e soddisfare tutte le richieste di contante. Questa qualità del servizio aumenta però il costo/opportunità legato all'immobilizzo di liquidi, per le somme che la banca deve tenere nello sportello senza poterle prestare o investire.